# 第勒尼安盆地
第勒尼安盆地（Tyrrhenian Basin）為一海底盆地，位於地中海西部的第勒尼安海。盆地的面積約231,000平方公里，西至薩丁尼亞島，北科西嘉島，南至西西里島，東至義大利半島。第勒尼安盆地由瓦維洛夫盆地（Vavilov basin）和馬爾西利盆地（Marsili basin）等兩個主要的次盆地構成。底部地形並不平坦，有數座海底山。第勒尼安盆地的最深處位於瓦維洛夫深海平原中，約3785公尺深。此盆地大致為東南-西北走向。

## 區域地質環境

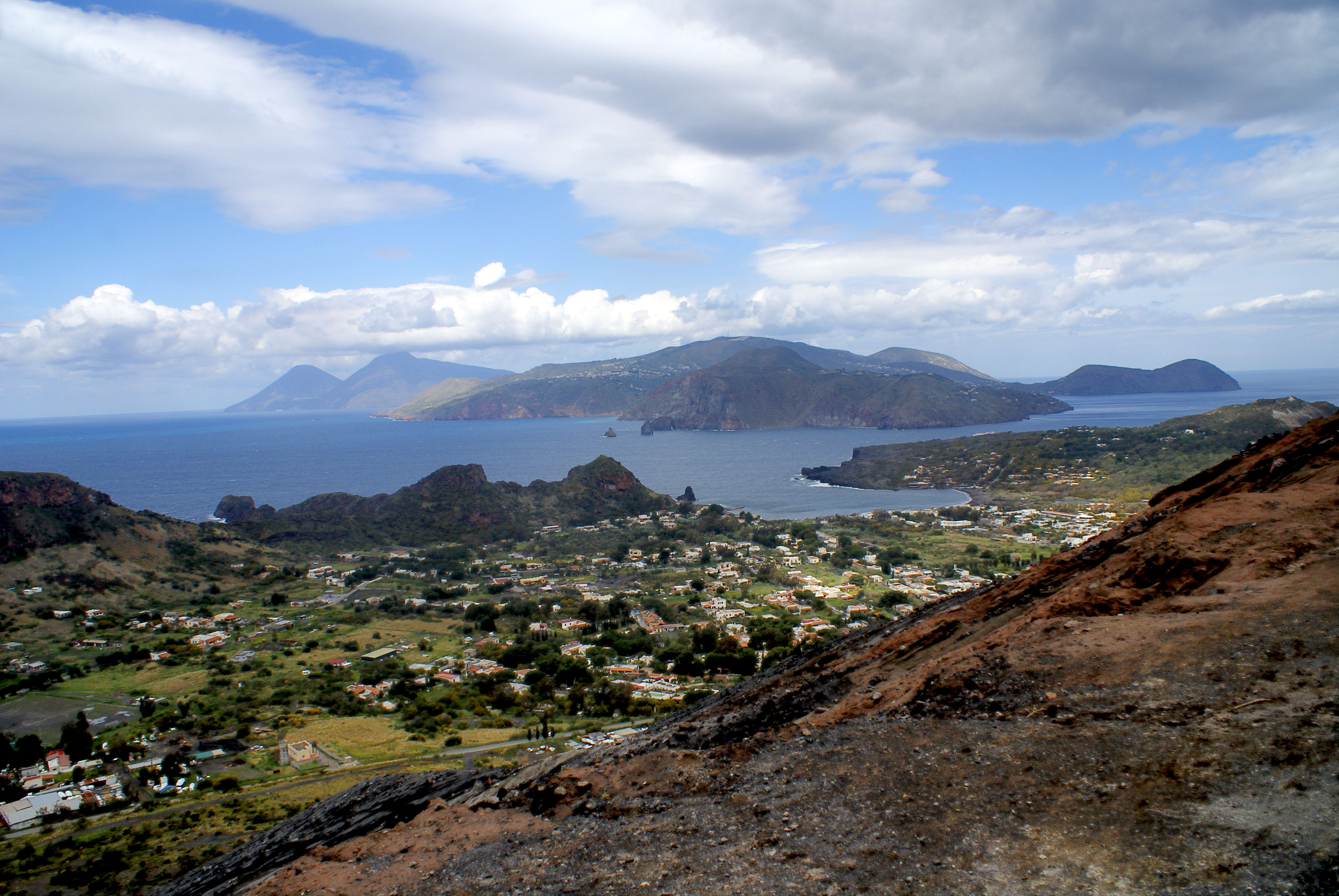
埃奧利群島

第勒尼安盆地位於地中海中地質較複雜的部分。盆地部分被幾條造山帶環繞，其中包括東北部的亞平寧山脈 、北部的阿爾卑斯山脈以及西南部的阿特拉斯山脈。東南部則以一個聚合板塊邊緣和其溝槽為界。海溝附近的深層地震反射線清楚地顯示，來自卡拉布里亞大區下的非洲板塊的岩石圈，會隱沒到第勒尼安盆地500公里下的發震板。在溝槽的上部斜坡和卡拉布里亞大區之間有一些小的前弧盆地，這些小的前弧盆地是在中新世的托爾頓期因板塊張裂形成的。這些盆地後來在上新世晚期和第四紀間陷落， 目前則堆積著混合物。
板塊擠壓造成的火山弧形成了卡拉布里亞大區北部的埃奧利群島和西西里島。與這些島嶼相關的火山作用發生在下行板塊的東北閉合處，時間大約是在上新世晚期至更新世初期（150-170萬年）。
第勒尼安盆地位於埃奧利群島的西北部，是由歐亞大陸板塊下方非洲板塊西北側隱沒的張力所形成的弧後盆地。類似於其他的弧後盆地，第勒尼安盆地顯示出莫氏不連續面正向盆地中央抬升，且班尼奧夫帶的熱傳遞異常偏高（有些地區甚至超過每平方公尺200毫瓦）， 以及弧後盆地邊緣的活火山帶。

### 基底構造
第勒尼安的基底是由古生代末期海西造山運動形成的花崗岩所組成 在阿爾卑斯造山運動期間，盆地東南部的基底岩被重新激活，而西北部的基岩則未受干擾。

## 地層

### 上薩丁島線
上薩丁島線是位於瓦維洛夫盆地西北方以斷層為界的被動板塊邊緣。上撒丁島線的地震反射調查顯示斷層前、斷層時和斷層後沉積物在地層中的組合順序。。根據斷層沉積物底部的鑽芯可以確定第勒尼安盆地在張裂開始時的海進層序與大陸地殼的下沉有關。 在斷層順序的底部有厚達60公尺是由變質的碳酸鹽岩和石英岩基岩組成的托爾頓礫岩。 依據推測，這層礫岩是在有高能量的陸上環境中所形成的，例如沖積扇。覆蓋在礫岩層上的則是在接近岸邊環境中沉積的含有牡蠣的海綠石砂岩。 托爾頓晚期到墨西拿初期間，沙岩層被石灰軟泥和含有底棲有孔蟲的泥岩覆蓋，而這代表了水深的增加 有可能是因為斷層末期的下沉造成的。 而一般所認定的斷層時期的結束，則是以在墨西拿晚期所堆積的厚50公尺、覆蓋了石灰軟泥和泥岩的這層石膏為界線。在地層最上層是243公尺厚的上新世到更新世裂谷後所堆積的沉積物，富含夾雜著陸源碎屑和火山灰的石灰泥漿。

### 下薩丁島線
下薩丁島線的過渡帶靠近下撒丁島馬爾金赭石和海洋地殼之間，是可以清楚看見斷層前、斷層時和斷層後沉積物的地震反射剖面圖上最東邊的地點。 根據沉積物底部的鑽芯顯示，厚達533公尺的薄層、石灰、粉砂岩和砂岩具有分散的碎石膏和硬石膏結核，當與相鄰地層相比的情況下序列是反向磁化的，表示它是在吉爾伯特時代（4.79～5.41百萬年間）的反極性事件期間沉積的。 這部分的沉積環境是不確定的，但由於地層薄而分佈良好且缺乏海洋化石，因此推斷地層很可能沉積在封閉的三角洲中。覆蓋在裂縫沉積物上的是厚達200公尺的上新世至更新世半遠洋性沉積物和斷斷續續的火山玻璃。根據其水下地震反射剖面圖，該沉積層被認為是在裂谷結束後沉積的。

### 瓦維洛夫次級盆地
瓦維洛夫盆地的基底岩由含有大量蛇紋石且同時經歷過高溫與低溫變形時期的橄欖岩組成。橄欖岩由厚120公尺的含碳酸鹽岩脈拉班玄武岩覆蓋。 由碳酸鹽岩脈內的超微化石和浮游有孔蟲可以得知岩脈是在3.1-3.6百萬年之間生成。在玄武岩之上則是一個厚100公尺的更新世沉積層，主要由富含化石的泥漿夾雜著再沉積的火山碎屑所組成。

### 馬爾西利次級盆地
馬爾西利盆地的基岩是多孔狀玄武岩； 從孔洞的大小（高達3、4釐米）以及其所占的比例（岩石體積的10%～30%）推斷，玄武岩很可能是流體而不是岩床。覆蓋在基岩上的是石灰軟泥和火山碎屑互相交疊成250公尺厚的地層；從這層地層底部的底棲有孔蟲和磁性異常資料可以得知斷層的界限是在1.67～1.87百萬年間。 地層頂部覆蓋的則是350公尺厚的火山碎屑濁流岩

## 盆地的構造與演化

### 張裂開始的時間
大眾普遍認為在第勒尼安盆地的張裂是始於中新世晚期，如在第勒尼安西部墨西拿晚期沉積物的地震反射剖面識別，和根據總體岩石圈厚度的年齡估計所示。由瓦維洛夫平原東南邊緣鑽出的海洋玄武岩，根據鉀－氬年代測定法估計推斷其開始張裂的時間約為7.3±1.3百萬年。 在瓦維洛夫平原中央的擴張中心附近發現了玄武岩，其年齡約為3.4～3.6百萬年，這代表著弧後盆地的擴張是發生在托爾頓晚期至上新世中期之間，而在馬爾西利平原發現最古老的玄武質地殼則為2.1百萬年。  藉由地殼年齡加上瓦維洛夫和馬爾西利平原之間的包含大陸地殼的鞍部構造（伊賽爾橋），可以得知前後分別有兩個不同的弧後擴張事件。

### 演化機制
在托爾頓期到上新世中期之間，盆地東西向的張裂，開闢了西北部的瓦維洛夫平原和薩丁島線。 直到上新世末期，張裂方位迅速轉向東南-西北向，且只限於東南部的馬爾西利平原。上述這種延伸方位和空間位置上的快速變化，可能是由板塊相互作用下的相對速度隨時間變化所造成。舉例來說：如果主歐亞板塊的水平移動速度超過非洲板塊的板塊和隱沒帶回退速度，擴張則不應該發生在弧後區域。 相反的，要是板塊和隱沒帶回退速度超過主板塊的速度，便會發生弧後擴張。
第勒尼安弧後區域在上新世至更新世之間的擴張變化，也可能受到鄰近的亞德里亞海和西西里濱海地帶的影響。這些區域並沒有因擴張作用而變薄，而是維持著正常大陸岩石圈的特徵。 在它向東南方移動的過程中，被迫退後的海洋板塊不得不隨著巨大且會漂浮的大陸地區調整和變形。 上新世後期的移動最後穿越了現在為愛奧尼亞海的狹窄海洋通道（250公里），從而分隔了亞得里亞海和西西里島地區。 岩石圈組成的變化也可能導致俯衝幾何的差異，例如： 在第一次的俯衝過程中，受到俯衝的是亞平寧山脈邊緣下方歐亞板塊下的薄大陸岩石圈層 ；然而在第二次的俯衝過程中，受到俯衝的卻是愛奧尼亞海洋岩石圈。 從大陸到海洋岩石圈俯衝的轉變，可以解釋弧後火山作用的晚發（2～1.5百萬年）以及中央第勒尼安盆地弧火山的缺乏。

### 擴張和下沉的速度
根據運動學重建和磁性地層學，估計第勒尼安盆地的全部擴張速率為每年3～5公分。 與東斯科舍盆地（每年5～7公分） 和馬努斯盆地（每年13公分）等其他的弧後盆地相比，第勒尼安盆地的擴張速率是相對較慢的。 第勒尼安盆地初始與最終地殼厚度之間的比值（又稱貝塔係數）估計為3.3。

## 石油資源
雖然義大利半島和北愛奧尼亞海擁有大量的石油資源， 但第勒尼安盆地在大部份地區的油氣聚集可能性非常低。主要原因是盆地的高地溫梯度將由窗推到非常淺，且結構不常見的地層。然而，在西西里海峽附近的盆地南緣則探勘到了油氣的活動。在該地，納西索（Narciso）和尼爾德（Nilde）小油田生產含硫量高的輕質至中等石油（API比重介於21至39之間）。 這些油田的主要儲集層是被上新式黏土密封的中新世喀斯特石灰岩。 雖然油氣的來源未知，但推斷為中生代石灰岩。 儲集層本質上是具結構性的，而且主要是與突尼斯的阿特拉斯逆衝帶有關的逆斷層。